# Foucherans (Doubs)
Foucherans korábbi község (település) Franciaországban, Doubs megyében. 2019. január 1-jén Tarcenay községgel egyesült és Tarcenay-Foucherans új község része lett.
Lakosainak száma 466 fő (2015). Foucherans Le Gratteris, Ornans, Scey-Maisières, Tarcenay, Trépot és Bonnevaux-le-Prieuré községekkel határos.

## Népesség
A település népességének változása:
| Lakosok száma | 198  | 212  | 262  | 291  | 330  | 409  | 447  | 455  | 466  | 474  |
|               | 1968 | 1975 | 1982 | 1990 | 1999 | 2006 | 2011 | 2013 | 2015 | 2016 |